# Daniel Goethals
Daniel Goethals (Gosselies, 21 oktober 1969) is een Belgisch voormalig basketballer en huidig basketbalcoach.

## Carrière
Goethals maakte zijn profdebuut voor Spirou Charleroi in 1990, hij werd in zijn eerste jaar meteen "Belofte van het Jaar" en speelde tot in 1993 voor Charleroi. Hij speelde dan een seizoen voor Avenir Namur en keerde terug naar Charleroi voor een seizoen. Van 1995 tot 1999 speelde hij voor BC Oostende waarmee hij twee landstitels veroverde. Hij keerde voor twee jaar terug naar Charleroi en speelde van 2001-2003 in Griekenland bij Apollon Patras BC en Olimpia Larisa. Hij keerde kort terug naar België bij union Mons-Hainaut en tekende dan bij het Spaanse CB Aracena. Hij speelde nog in de lagere reeksen bij BC Colfontaine en BC Carnières.
Hij speelde van 1990 tot 2000 voor het Belgische nationale team.
In 2009 begon hij als trainer van Dexia Namen in het vrouwenbasketbal na het ontslag van Didier Pardons. Hij maakte na de fusie de overstap naar Waregem BC voor een seizoen en keerde terug naar Namen. Van 2013 tot 2014 was hij bondscoach van de Belgische vrouwenploeg, hij volgde Benny Mertens op. In 2014 kreeg hij zijn eerste kans bij de heren bij eersteklasser Kangoeroes Willebroek waar hij coach bleef tot 2017. Van 2017 tot 2019 stond hij aan het hoofd van Union Mons-Hainaut. In 2019 koos hij voor de Zwitserse club Union Neuchâtel en in 2021 voor het Franse Olympique d'Antibes. In december 2023 werd hij ontslagen door de club. In 2024 werd hij coach bij JS Soignies waar hij de vrouwenploeg leidde in eerste provinciale.
In 2025 werd hij bondscoach van de U18 bij de nationale ploeg waarmee hij deelnam aan het Europees kampioenschap.

## Erelijst

### Als Speler
- Belgisch landskampioen: 1997, 1998
- Belgisch belofte van het jaar: 1991

### Als Coach
- Belgisch coach van het jaar: 2011